# SHINE/Ride on
《SHINE / Ride on》是韩国男子团体東方神起在日本发行的第13张单曲。于2007年9月19日由rhythm zone公司发行。单曲分为「CD+DVD 初回限定盘」「CD ONLY 通常盘」两种版本发行。附属DVD中收录了《SHINE》的MV和MV拍摄过程（只在于“初回限定盘”中收录）。

## 收录内容

### CD+DVD
CD
1. 《SHINE》
2. 《Ride on》
3. 《SHINE》-Less Vocal-
4. 《Ride on》-Less Vocal-

DVD
1. 《SHINE》(Video Clip)
2. 《SHINE》(Off Shot Movie)

### CD ONLY
1. 《SHINE》
2. 《Ride on》
3. 《Lovin' you》 -Harus deep water mix-
作詞：H.U.B.、作曲：酒井ミキオ
4. 《SHINE》-Less Vocal-
5. 《Ride on》-Less Vocal-